# 賽馬會健康一體化大樓
賽馬會健康一體化大樓是香港城市大學賽馬會動物醫學及生命科學院和其他部門的教學大樓，預計在2025年下旬完工。

## 歷史
大樓原址前身為胡法光運動中心，2016年5月，發生運動中心天花倒塌，導致此場館一直封閉。及後，大學獲香港賽馬會慈善信託基金捐款，在原址重建15層高的「賽馬會健康一體化大樓」，  大樓命名典禮於2017年11月21日在城大舉行，2021年3月2日舉行主工程動工典禮，大樓起初預計在2022年第四季竣工，落成後總面積超過24,000平方米，是原綜合會堂的5倍，並加設一個1,600座位的多功能演奏廳、室內運動中心、全天候室內緩跑徑，緩跑徑與環抱校園的山邊小徑接連。